# Tinus arindamai
Tinus arindamai is een spinnensoort uit de familie van de kraamwebspinnen (Pisauridae).
De wetenschappelijke naam van de soort werd in 2005 gepubliceerd door Bijan Kumar Biswas & Rakhi Roy.